# CFU Club Championship 2013
De CFU Club Championship 2013 zal de  15e editie zijn van dit voetbalbekertoernooi voor clubteams dat door de Caraïbische Voetbalunie (CFU) wordt georganiseerd. Het toernooi werd gespeeld van 26 april 2013 en moet eindigt op 22 mei 2013.  De groepswinnaars en de winnaar van de play-off plaatsen  zich voor de CONCACAF Champions League 2013/14.
De Titelhouder is Caledonia AIA uit Trinidad en Tobago

## Gekwalificeerde teams
De volgende clubs namen deel aan het toernooi
| Land               | Team              |
| ------------------ | ----------------- |
| Antigua en Barbuda | Antigua Barracuda |
| Haïti              | Valencia          |
| Jamaica            | Portmore United   |
| Jamaica            | Boys' Town        |
| Puerto Rico        | Bayamón           |
| Trinidad en Tobago | W Connection      |
| Trinidad en Tobago | Caledonia AIATH   |

- TH –Titelhouder.

## Groepsfase
| Legenda                                                                |
| ---------------------------------------------------------------------- |
| Groepswinnaars plaatsen zich voor de CONCACAF Champions League 2013/14 |
| Nummers 2 naar play-offs                                               |

### Groep 1
- Wedstrijden worden gespeeld in Couva, Trinidad en Tobago

| Pos | Team              | AW | G | G | V | DV | DT | DS | Pnt |
| --- | ----------------- | -- | - | - | - | -- | -- | -- | --- |
| 1   | W Connection      | 2  | 1 | 1 | 0 | 4  | 0  | +4 | 4   |
| 2   | Caledonia AIA     | 2  | 1 | 0 | 1 | 3  | 5  | −2 | 3   |
| 3   | Antigua Barracuda | 2  | 0 | 1 | 1 | 1  | 3  | −2 | 1   |

|                           |                                       |         |               |                                                                          |
| 26 april 2013 18:00 UTC−4 | W Connection                          | 4–0     | Caledonia AIA | Ato Boldon Stadium, Couva Toeschouwers: 70 Scheidsrechter: Raymond Bogle |
| 26 april 2013 18:00 UTC−4 | Jones 6', 81' Pacheco 27' Rijssel 89' | Verslag |               | Ato Boldon Stadium, Couva Toeschouwers: 70 Scheidsrechter: Raymond Bogle |

|                           |                                  |        |                   |                                            |
| 28 april 2013 17:00 UTC−4 | Caledonia AIA                    | 3-1    | Antigua Barracuda | Ato Boldon Stadium, Couva Toeschouwers: 40 |
| 28 april 2013 17:00 UTC−4 | Gay 21' Theobald 34' Edwards 90' | Report | Manders 88'       | Ato Boldon Stadium, Couva Toeschouwers: 40 |

|                           |              |     |                   |                                                                             |
| 30 april 2013 18:00 UTC−4 | W Connection | 0-0 | Antigua Barracuda | Ato Boldon Stadium, Couva Toeschouwers: 80 Scheidsrechter: Johannes Dolaini |
| 30 april 2013 18:00 UTC−4 | Verslag      |     |                   | Ato Boldon Stadium, Couva Toeschouwers: 80 Scheidsrechter: Johannes Dolaini |

### Groep 2
- Wedstrijden worden gespeeld in Kingston, Jamaica

| Pos | Team            | AW | G | G | V | DV | DT | DS | Pnt |
| --- | --------------- | -- | - | - | - | -- | -- | -- | --- |
| 1   | Valencia        | 3  | 2 | 1 | 0 | 7  | 4  | +3 | 7   |
| 2   | Portmore United | 3  | 2 | 0 | 1 | 9  | 4  | +5 | 6   |
| 3   | Boys' Town      | 2  | 1 | 1 | 1 | 2  | 1  | +1 | 4   |
| 4   | Bayamón         | 3  | 0 | 0 | 3 | 1  | 10 | −9 | 0   |

|                           |           |         |                                    |                                                                                              |
| 26 April 2013 18:00 UTC−5 | Bayamón   | 1–3     | Valencia                           | Anthony Spaulding Sports Complex, Kingston Toeschouwers: 200 Scheidsrechter: Valdin Legister |
| 26 April 2013 18:00 UTC−5 | Martin 9' | Verslag | Walson 20' Mardochee 29' André 86' | Anthony Spaulding Sports Complex, Kingston Toeschouwers: 200 Scheidsrechter: Valdin Legister |

|                           |                 |        |            |                                                                                                  |
| 26 April 2013 20:00 UTC−5 | Portmore United | 1–0    | Boys' Town | Anthony Spaulding Sports Complex, Kingston Toeschouwers: 1,500 Scheidsrechter: Stanley Lancaster |
| 26 April 2013 20:00 UTC−5 | Morris 83'      | Report |            | Anthony Spaulding Sports Complex, Kingston Toeschouwers: 1,500 Scheidsrechter: Stanley Lancaster |

|                           |                                   |        |                                   |                                                                                              |
| 28 april 2013 18:00 UTC−5 | Portmore United                   | 3-4    | Valencia                          | Anthony Spaulding Sports Complex, Kingston Toeschouwers: 1700 Scheidsrechter: Rodphin Harris |
| 28 april 2013 18:00 UTC−5 | McCalla 69' Reid 81' Morris 90+4' | Report | Walson 6', 34' Jean 24' Roody 83' | Anthony Spaulding Sports Complex, Kingston Toeschouwers: 1700 Scheidsrechter: Rodphin Harris |

|                           |                         |        |         |                                                                                            |
| 28 april 2013 20:00 UTC−5 | Boys' Town              | 2-0    | Bayamón | Anthony Spaulding Sports Complex, Kingston Toeschouwers: 500 Scheidsrechter: Bryan Willett |
| 28 april 2013 20:00 UTC−5 | Stewart 33' (pen.), 55' | Report |         | Anthony Spaulding Sports Complex, Kingston Toeschouwers: 500 Scheidsrechter: Bryan Willett |

|                           |                                                    |         |         |                                                                                                |
| 30 april 2013 18:00 UTC−5 | Portmore United                                    | 5-0     | Bayamón | Anthony Spaulding Sports Complex, Kingston Toeschouwers: 400 Scheidsrechter: Stanley Lancaster |
| 30 april 2013 18:00 UTC−5 | McCalla 45' Morris 50' Wilson 81', 90+2' Pryce 84' | Verslag |         | Anthony Spaulding Sports Complex, Kingston Toeschouwers: 400 Scheidsrechter: Stanley Lancaster |

|                           |            |     |          |                                                                                            |
| 30 april 2013 20:00 UTC−5 | Boys' Town | 0-0 | Valencia | Anthony Spaulding Sports Complex, Kingston Toeschouwers: 400 Scheidsrechter: Bryan Willett |
| 30 april 2013 20:00 UTC−5 | Report     |     |          | Anthony Spaulding Sports Complex, Kingston Toeschouwers: 400 Scheidsrechter: Bryan Willett |

## Play-off
De winnaar van de play-off wedstrijd plaatst zich voor de  CONCACAF Champions League 2013/14.
|                         |                 |        |               | |
| 20 mei 2013 18:00 UTC−4 | Portmore United | 0-1    | Caledonia AIA | Hasely Crawford Stadium, Port of Spain (Trinidad en Tobago) Toeschouwers: 187 Scheidsrechter: Leon Clarke |
| 20 mei 2013 18:00 UTC−4 |                 | Report | Gay 27'       | Hasely Crawford Stadium, Port of Spain (Trinidad en Tobago) Toeschouwers: 187 Scheidsrechter: Leon Clarke |

|                         |                       |        |                         |                                                                         |
| 22 mei 2013 18:00 UTC−4 | Caledonia AIA         | 2-2    | Portmore United         | Ato Boldon Stadium, Couva Toeschouwers: 150 Scheidsrechter: Marcos Brea |
| 22 mei 2013 18:00 UTC−4 | Lewis 13' Edwards 68' | Report | Williams 61' Vanzie 74' | Ato Boldon Stadium, Couva Toeschouwers: 150 Scheidsrechter: Marcos Brea |